# Stefan Michalski
Stefan Günter Michalski (* 26. Dezember 1935 in Ratibor, Landkreis Ratibor; † 30. Juni 2014 in Rosenheim) war ein polnischer Fußballspieler. Er spielte beim KP Unia Racibórz, mit dem er 1956/57 das Halbfinale des polnischen Pokals und 1963/64 den achten Platz in der ersten Liga erreichte. Michalski war Kapitän und Spieler auf der Position 10. Nach Abschluss seiner Karriere widmete er sich der Nachwuchsarbeit bei Unia Racibórz.
Bis zu seinem Tod lebte Michalski in Rosenheim in Bayern.